# Erin Hunter
Erin Hunter er et pseudonym for forfatterne Kate Cary, Cherith Baldry og Tui Sutherland, som med redaktøren Victoria Holmes bl.a har skrevet serierne Krigerkattene (originaltitel Warriors), Seekers, Bravelands og Survivors.

## Værker

### Warriors
| Warriors: The Prophecies Begin 1. Into the Wild (2003) (Kate Cary) 2. Fire and Ice (2003) (Cary) 3. Forest of Secrets (2003) (Cherith Baldry) 4. Rising Storm (2004) (Cary) 5. A Dangerous Path (2004) (Baldry) 6. The Darkest Hour (2004) (Baldry) Warriors: The New Prophecy 1. Midnight (2005) (Baldry) 2. Moonrise (2005) (Baldry) 3. Dawn (2005) (Cary) 4. Starlight (2006) (Baldry) 5. Twilight (2006) (Baldry) 6. Sunset (2007) (Baldry) Warriors: Power of Three 1. The Sight (2007) (Cary) 2. Dark River (2007) (Cary) 3. Outcast (2008) (Baldry) 4. Eclipse (2008) (Cary) 5. Long Shadows (2008) (Baldry) 6. Sunrise (2009) (Baldry) Warriors: Omen of the Stars 1. The Fourth Apprentice (2009) (Baldry) 2. Fading Echoes (2010) (Cary) 3. Night Whispers (2010) (Cary) 4. Sign of the Moon (2011) (Baldry) 5. The Forgotten Warrior (2011) (Baldry) 6. The Last Hope (2012) (Cary) Warriors: Dawn of the Clans 1. The Sun Trail (2013) (Baldry) 2. Thunder Rising (2013) (Baldry) 3. The First Battle (2014) (Cary) 4. The Blazing Star (2014) (Baldry) 5. A Forest Divided (2015) (Cary) 6. Path of Stars (2015) (Cary) Warriors: A Vision of Shadows 1. The Apprentice's Quest (2016) (Baldry) 2. Thunder and Shadow (2016) (Cary) 3. Shattered Sky (2017) (Baldry) 4. Darkest Night (2017) (Cary) 5. River of Fire (2018) (Baldry) 6. The Raging Storm (2018) (Cary) Warriors: The Broken Code 1. Lost Stars (2019) (Baldry) 2. The Silent Thaw (2019) (Cary) 3. Veil of Shadows (2020) (Baldry) 4. Darkness Within (2020) (Cary) 5. The Place of No Stars (2021) (Baldry) 6. A Light in the Mist (2021) (Cary) Warriors: A Starless Clan 1. River (2022) (Baldry) 2. Sky (2022) (Cary) 3. Shadow (2023) (Baldry) 4. Thunder (2023) (Cary) 5. Wind (2024) (Baldry) Graystripe's Adventure (colored release in 2017) 1. The Lost Warrior (2007) (Dan Jolley) 2. Warrior's Refuge (2007) (Jolley) 3. Warrior's Return (2008) (Jolley) The Rise of Scourge (colored release in 2024) 1. The Rise of Scourge (2008) (Jolley) Tigerstar and Sasha 1. Into the Woods (2008) (Jolley) 2. Escape from the Forest (2009) (Jolley) 3. Return to the Clans (2009) (Jolley) Ravenpaw's Path (colored release in 2018) 1. Shattered Peace (2009) (Jolley) 2. A Clan in Need (2010) (Jolley) 3. The Heart of a Warrior (2010) (Jolley) SkyClan and the Stranger (colored release in 2019) 1. The Rescue (2011) (Jolley) 2. Beyond the Code (2011) (Jolley) 3. After the Flood (2012) (Jolley) A Shadow in RiverClan 1. A Shadow in RiverClan (2020) (Jolley) Winds of Change 1. Winds of Change (2021) (Jolley) Exile from ShadowClan 1. Exile from ShadowClan (2022) (Jolley) A Thief In ThunderClan 1. A Thief In ThunderClan (2023) (Jolley) Graphic Novels 1. Into the Wild (2024) (Natalie Riess og Sara Goetter) Super Editions 1. Firestar's Quest (2007) (Baldry) 2. Bluestar's Prophecy (2009) (Cary) 3. SkyClan's Destiny (2010) (Baldry) 4. Crookedstar's Promise (2011) (Cary) 5. Yellowfang's Secret (2012) (Baldry) 6. Tallstar's Revenge (2013) (Cary) 7. Bramblestar's Storm (2014) (Baldry) 8. Moth Flight's Vision (2015) (Cary) 9. Hawkwing's Journey (2016) (Baldry) 10. Tigerheart's Shadow (2017) (Cary) 11. Crowfeather's Trial (2018) (Baldry) 12. Squirrelflight's Hope (2019) (Cary) 13. Graystripe's Vow (2020) (Baldry) 14. Leopardstar's Honor (2021) (Cary) 15. Onestar's Confession (2022) (Baldry) 16. Riverstar's Home (2023) (Cary) 17. Ivypool's Heart (2024) (Baldry) Field guides 1. Secrets of the Clans (2007) (Tui T. Sutherland) 2. Cats of the Clans (2008) (Victoria Holmes) 3. Code of the Clans (2009) (Sutherland) 4. Battles of the Clans (2010) (Sutherland) 5. Enter the Clans (2012) (Bind-up of Secrets of the Clans and Code of the Clans) 6. The Warriors Guide (2012) (Holmes) 7. Warriors: The Ultimate Guide (2013) (Holmes) 8. The Ultimate Guide: Updated and Expanded (2023) Novellas 1. Hollyleaf's Story (2012) (Holmes) 2. Mistystar's Omen (2012) (Holmes) 3. Cloudstar's Journey (2013) (Holmes) 4. The Untold Stories (2013) (Bind-up of Hollyleaf's Story, Mistystar's Omen and Cloudstar's Journey) 5. Tigerclaw's Fury (2014) (Holmes) 6. Leafpool's Wish (2014) (Holmes) 7. Dovewing's Silence (2014) (Holmes) 8. Tales from the Clans (2014) (Bind-up of Tigerclaw's Fury, Leafpool's Wish and Dovewing's Silence) 9. Mapleshade's Vengeance (2015) (Holmes) 10. Goosefeather's Curse (2015) (Holmes) 11. Ravenpaw's Farewell (2016) (Holmes) 12. Shadows of the Clans (2016) (Bind-up of Mapleshade's Vengeance, Goosefeather's Curse and Ravenpaw's Farewell) 13. Spottedleaf's Heart (2017) (Holmes) 14. Pinestar's Choice (2017) (Holmes) 15. Thunderstar's Echo (2017) (Clarissa Hutton) 16. Legends of the Clans (2017) (Bind-up of Spottedleaf's Heart, Pinestar's Choice and Thunderstar's Echo) 17. Redtail's Debt (2019) (Hutton) 18. Tawnypelt's Clan (2019) (Hutton) 19. Shadowstar's Life (2019) (Hutton) 20. Path of a Warrior (2019) (Bind-up of Redtail's Debt, Tawnypelt's Clan and Shadowstar's Life) (Hutton) 21. Pebbleshine's Kits (2020) (Baldry) 22. Tree's Roots (2020) (Hutton) 23. Mothwing's Secret (2020) (Hutton) 24. A Warrior's Spirit (2020) (Bind-up of Pebbleshine's Kits, Tree's Roots and Mothwing's Secret) 25. Daisy's Kin (2021) (Cherith) 26. Blackfoot's Reckoning (2021) (Hutton) 27. Spotfur's Rebellion (2021) (Hutton) 28. A Warrior's Choice (2021) (Bind-up of Daisy's Kin, Blackfoot's Reckoning and Spotfur's Rebellion) Korthistorie 1. Spottedleaf's Honest Answer (2008) (Holmes) 2. The Clans Decide (2009) (Holmes) 3. After Sunset: The Right Choice? (2011) (Holmes) 4. The Elders' Concern (2011) (Holmes) Skuespil 1. After Sunset: We Need to Talk (2007) (Holmes) 2. Beyond the Code: Brightspirit's Mercy (2009) (Baldry) |

### Seekers
Seekers: The Original Series
1. The Quest Begins (2008) (Sutherland)
2. Great Bear Lake (2009) (Baldry)
3. Smoke Mountain (2009) (Sutherland)
4. The Last Wilderness (2010) (Baldry)
5. Fire in the Sky (2010) (Sutherland)
6. Spirits in the Stars (2011) (Baldry)

Seekers: Return to the Wild
1. Island of Shadows (2012) (Baldry)
2. The Melting Sea (2012) (Sutherland)
3. River of Lost Bears (2013) (Baldry)
4. Forest of Wolves (2014) (Baldry)
5. The Burning Horizon (2015) (Baldry)
6. The Longest Day (2016) (Baldry)

Manga
1. Toklo's Story (2010)
2. Kallik's Adventure (2011)

### Survivors
Survivors: The Original Series
1. The Empty City (2012) (Gillian Philip)
2. A Hidden Enemy (2013) (Philip)
3. Darkness Falls (2013) (Inbali Iserles)
4. The Broken Path (2014) (Philip)[18]
5. The Endless Lake (2014) (Iserles)
6. Storm of Dogs (2015) (Iserles)

Survivors: The Gathering Darkness
1. A Pack Divided (2015) (Philip)
2. Dead of Night (2016) (Rosie Best)
3. Into the Shadows (2017) (Philip)[19]
4. Red Moon Rising (2017) (Philip)[20]
5. The Exile's Journey (2018)[21] (Rosie Best)
6. The Final Battle (2019)[22] (Philip)

Novellas
1. Alpha's Tale (2014) (Phillip)
2. Sweet's Journey (2015) (Philip)
3. Moon's Choice (2015) (Philip)
4. Tales from the Packs (2015) (Bind-up of Alpha's Tale, Sweet's Journey, and Moon's Choice)

### Bravelands
Bravelands
1. Broken Pride (2017) (Philip)[23]
2. Code of Honor (2018) (Philip)[24]
3. Blood and Bone (2018)[25] (Philip)
4. Shifting Shadows (2019)[26] (Philip)
5. The Spirit Eaters (2020)[27] (Philip)
6. Oathkeeper (2020)[28] (Philip)

Bravelands: Curse of the Sandtongues
1. Shadows on the Mountain (2021) (Best)
2. The Venom Spreads (2022) (Best)
3. Blood on the Plains (2022) (Best)

Bravelands: Thunder on the Plains
1. The Shattered Horn (2023) (Best)
2. Breakers of the Code (2024) (Best)
3. Realm of Lost Spirits (2024) (Best)

### Bamboo Kingdom
1. Creatures of the Flood (2021) (Best)
2. River of Secrets (2022) (Best)
3. Journey to the Dragon Mountain (2023) (Best)
4. The Dark Sun (2023) (Best)
5. The Lightning Path (2024) (Best)